# Minsk (127)
Pour les articles homonymes, voir Minsk (homonymie).
Le BDK-43 Minsk (127) (en russe : « Минск » (БДК-43)) est un navire de débarquement du projet 775 (nom OTAN : classe Ropucha-II ; en russe : Bol'shoy Desatnyy Korabl) en service dans la flotte de la mer Noire de la marine russe jusqu'à sa destruction en septembre 2023.

## Équipement
Le navire peut transporter jusqu'à 500 tonnes d'équipement et de fret, ainsi qu'environ 225 parachutistes. Le navire est armé de deux canons AK-725 (de), de deux systèmes de lance-roquettes multiples A-215 Grad-M et de quatre systèmes de missiles sol-air portatifs Strela-2.

## Historique

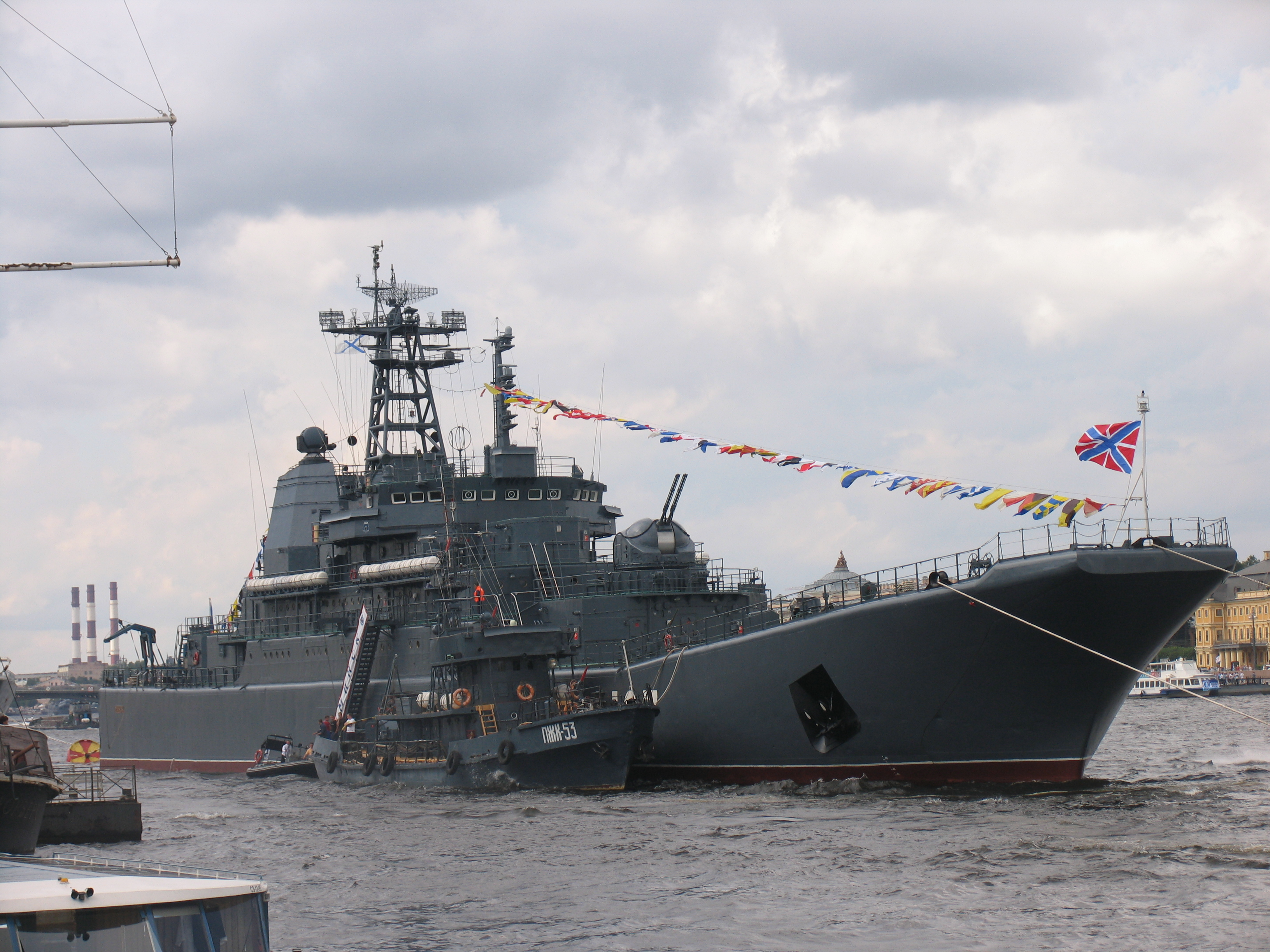
Le Minsk pendant le Jour de la marine à Saint-Pétersbourg en 2011.

Le navire est construit à Gdansk (Pologne) au chantier naval Stoczni Polnoczni et lancé en 1983. Le navire est le sixième d'une série de 13 navires du projet 775/II. Ses tâches principales consistent à lancer un assaut amphibie sur la côte, ainsi que le transport de marchandises, notamment des véhicules blindés et des chars.

### Déploiement opérationnel
Entré en service le 30 mai 1983, il rejoint immédiatement la flotte de la Baltique.
S'appelant à l'origine BDK-43, il reçut ensuite le nom de Minsk. Lors de son lancement, il reçoit le numéro de coque 135, à partir de 1987, le n° 105 et à partir de 1990, le n° 127.
En 2004, il effectue une visite officieuse à Plymouth (Royaume-Uni). En avril 2005, le navire réalise une « marche de la mémoire » de trois jours associée aux sites de gloire militaire de la « Grande Guerre patriotique ». Il participe à cinq reprises aux défilés navals à Saint-Pétersbourg lors du Jour de la marine en 2005, 2015, 2017, 2018 et 2019.
À l'été 2011, le Minsk participe aux exercices internationaux « BALTOPS » et « Passex ». En septembre 2013, il commence à effectuer des missions en mer Méditerranée et en août 2014, il rejoint Baltiïsk pour participer à des exercices de la flotte de la Baltique le 6 septembre 2017. En 2017-2018, il effectue une croisière de sept mois en mer Méditerranée.
En 2021, le navire est réparé au 33e chantier naval de Baltiïsk.
Début février 2022, il entre dans le port syrien de Tartous, puis met le cap sur la Crimée.

### Destruction
Dans la nuit du 13 septembre 2023, le navire, qui se trouve en cale sèche au chantier naval de Sébastopol, est touché par des missiles SCALP-EG (fournis par la France et le Royaume-Uni) lancés depuis un avion Soukhoï Su-24 de l'armée de l'air ukrainienne,. À la suite de l'attaque, le sous-marin Rostov-sur-le-Don et le Minsk sont gravement endommagés.
L'attaque entraîne l'effondrement des superstructures du navire avec la disparition du pont supérieur et deux ponts inférieurs en dessous de ce dernier. Les mâts portant les systèmes radars et de communication et la cheminée tribord (droite) se sont effondrés.
Selon les Ukrainiens, la frappe a tué 62 soldats russes. Beaucoup d'entre eux se trouvaient à bord car le Minsk devait appareiller le 14 septembre en vue d'un déploiement au combat.

## Commandants
- Capitaine de 3e rang Alexandre Morguen (2008)[13]
- Capitaine de 2e rang Maxime Jerebnenko (2014)[14]
- Capitaine de 3e rang Anton Nikouline (2016)[15]
- Capitaine de 3e rang A. Grigoriev (2021-2023)[16]